# Perdita concors
Perdita concors är en biart som beskrevs av Timberlake 1958. Perdita concors ingår i släktet Perdita och familjen grävbin. Inga underarter finns listade i Catalogue of Life.